# Bund – Gemeinschaft für sozialistisches Leben
Der Bund – Gemeinschaft für sozialistisches Leben  wurde 1924 in Essen von sieben Frauen und zwei Männern gegründet, die sich an der Volkshochschule Essen kennengelernt hatten. Initiatoren waren der promovierte Mathematiker, Pädagoge und Philosoph Artur Jacobs  und seine Ehefrau, die  Bewegungspädagogin Dore Jacobs, geborene Marcus. Ziel war eine Lebensweise, in der die ganze Person aufgehen sollte – Körper, Geist und Seele. Hierzu gehörten auch Bewegung und Tanz. Beeinflusst war diese Gemeinschaft von der Lebensreform, der Jugendbewegung und der Ordensidee. Ursprünglich hatte sie sich Bund – Orden für sozialistische Politik und Lebensgestaltung genannt, ab 1931 Internationaler Sozialistischer Orden „Bund“ (kurz ISO). Geprägt war der Bund aber auch von der Kantschen Philosophie von Ernst Marcus, dem Vater von Dore Jacobs.

## Organisation
Die Gründer bildeten den Inneren Kreis. Sie hatten sich einer Verpflichtung unterzogen, in der sie erklärten, die Ideale und Ziele des Bundes zu verwirklichen. Weitere 30 bis 40 Mitglieder übernahmen diese Verpflichtung. Ende der 20er Jahre lag die Zahl der Mitglieder unter 500.  1931 hatte der Bund zwischen 120 und 200 Mitglieder. Der Bund hatte Ortsgruppen in Essen, Wuppertal, Remscheid, Mülheim, Krefeld, Duisburg und Marl.

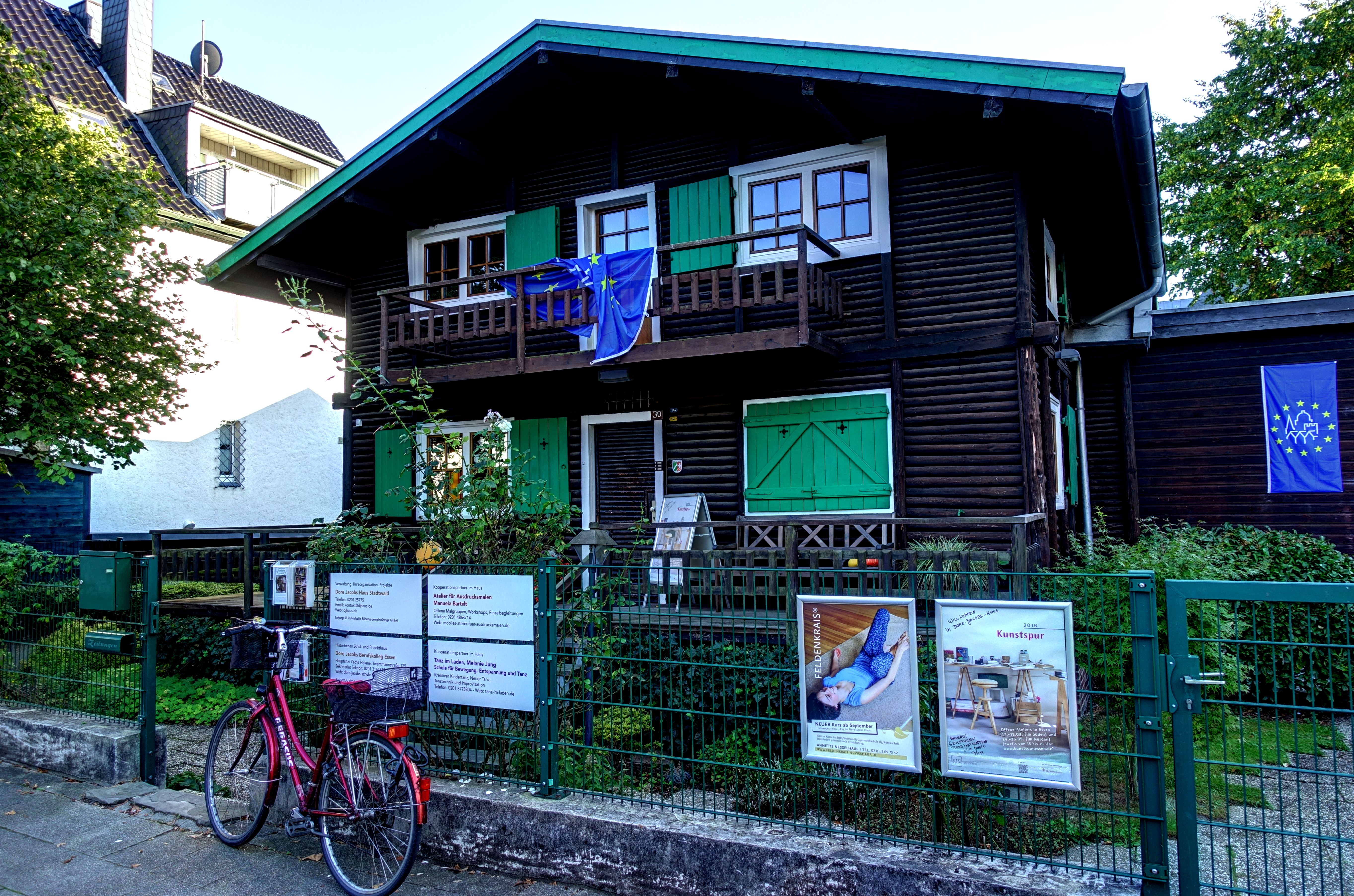
Das alte Dore-Jacobs-Haus in Essen (2016)

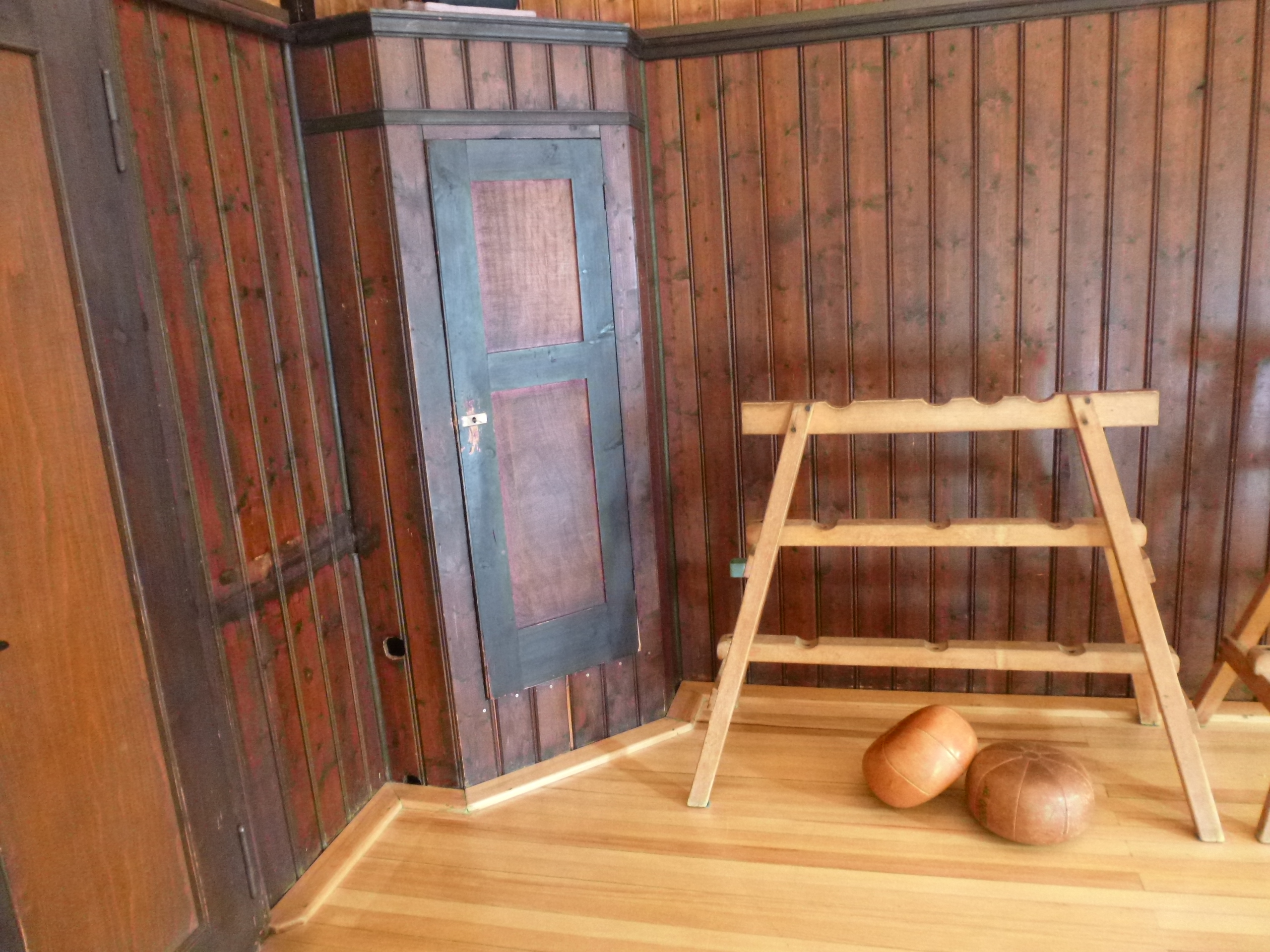
Geräte (2018)

Der Bund unterhielt eigene Häuser. Sein erstes Haus hatte er ab 1927 in Essen, Leveringstraße. Es war ein Blockhaus. Hier waren Schulungsräume und die von Dore Jacobs  gegründete Schule für Körperbildung und rhythmische Erziehung untergebracht. Auch wohnten einige Mitglieder im Haus. Noch heute befindet sich hier eine Zweigstelle des Dore-Jacobs-Berufskollegs. Weitere Häuser befanden sich in Essen-Stadtwald (Dönhof) und in Wuppertal, Ottostraße 29.

## Judenhilfe
Nach dem Novemberpogromen 1938 begann der Bund seine aktive Judenhilfe. Die Mitglieder verschafften Unterkünfte, halfen bei der Flucht ins Ausland, sorgten für Lebensmittel und Kleider. Als die Deportationen einsetzten, halfen sie den Verfolgten sich zu verstecken und im Untergrund zu überleben. Unter den Geretteten befanden sich folgende Personen:
- Dore Jacobs aus dem Inneren Kreis des Bundes. September 1944 musste sie – die bis dahin wegen ihrer Ehe als privilegierte Jüdin gegolten hatte – untertauchen. Sie fand mit ihrem Mann am Bodensee Schutz in einer Pension, die von Freunden geleitet wurde.
- Lisa Jacob (* 12. Januar 1899 in Ratibor) – nicht verwandt mit Dore Jacobs. Die Gymnastiklehrerin war gleichfalls Mitglied im Bund. Als sie am 12. April 1942 die schriftliche Aufforderung erhielt, sich für eine Deportation zu melden, tauchte sie mit Hilfe des Bundes unter. Drei Jahre lang lebte sie versteckt.
- Marianne Strauß-Ellenbogen (geboren am 7. Juni 1923 in Essen; gestorben am 22. Dezember 1996 in Liverpool) hatte vor ihrer Flucht nur sporadischen Kontakt zum Bund. Ab August 1943 musste sie sich im Untergrund verstecken. Immer wieder wechselte sie die Wohnung. Sie fand Hilfe bei Bund-Angehörigen in Essen, Braunschweig, Göttingen, Remscheid, Mülheim, Wuppertal[2][3] und Burscheid. Unter ihren Helfern waren aber auch solche, die keinen Kontakt zum Bund hatten.
- Hanna Jordan und Eva Seligmann.

## Gerechte unter den Völkern
Einige Bund-Mitglieder wurden wegen ihrer Hilfe an Marianne Strauss am 15. September 2005 von der israelischen Gedenkstätte Yad Vashem in der Israelische Botschaft in Berlin als Gerechte unter den Völkern ausgezeichnet: Fritz und Maria Briel, Emilie Busch, Hanni Ganzer, Hedwig Gehrke, Meta Kamp-Steinmann, Karin Morgenstern, Änne Schmitz und Grete Ströter.